# محوطه حاج اسلام
محوطه حاج اسلام مربوط به سده‌های میانه دوران‌های تاریخی پس از اسلام است و در شهرستان ملکان، بخش مرکزی، دهستان گاو دول مرکزی، جنوب غرب روستای عباس‌آباد واقع شده و این اثر در تاریخ ۲۷ بهمن ۱۳۸۷ با شمارهٔ ثبت ۲۴۷۶۴ به‌عنوان یکی از آثار ملی ایران به ثبت رسیده است.